# Miloš Forman
Jan Tomáš (Miloš) Forman (Čáslav, 18 februari 1932 – Danbury, 13 april 2018) was een Amerikaans filmregisseur van Tsjecho-Slowaakse afkomst.

## Leven
Forman werd geboren als zoon van de leraar Rudolf Forman en de hotelhoudster Anna Forman. Zijn ouders waren protestant. Zijn vader werd tijdens de Tweede Wereldoorlog gearresteerd wegens het verspreiden van verboden boeken, en Formans moeder wegens betrokkenheid bij zwarte handel. Beiden kwamen om in concentratiekampen en Forman werd door verwanten opgevoed. Begin jaren zestig ontdekte hij dat zijn biologische vader Otto Kohn  was, de architect die zijn moeder vóór de oorlog bij de bouw van haar hotel had leren kennen. Anna Forman bekende haar buitenechtelijke relatie met hem later aan een celgenote in Auschwitz, die ze daarbij liet beloven dit zo mogelijk ooit aan Miloš mee te delen.
Nadat hij aan de Praagse filmacademie zijn studie had voltooid maakte hij een aantal komedies, zoals Loves of a Blond en de satire The Fireman's Ball. De laatste werd in Tsjecho-Slowakije lang verboden omdat het een satire op het communistisch regime was. Beide films werden voor Oscars genomineerd. Toen zijn land in 1968 na de Praagse Lente door de Russen werd bezet, bevond Forman zich in Parijs waar hij onderhandelde over zijn eerste Amerikaanse film. Door zijn Tsjechoslowaakse productiemaatschappij werd hij ontslagen onder het voorwendsel dat hij illegaal het land had verlaten. Forman emigreerde naar de Verenigde Staten en vestigde zich in New York in het Hotel Chelsea. In 1975 werd Forman Amerikaans staatsburger, en in datzelfde jaar brak hij door als regisseur met One Flew Over the Cuckoo's Nest (5 Oscars). Het onderdrukkende regime in die film vergeleek hij met het communistische regime in zijn geboorteland. Daarna draaide hij een aantal bekende en met Oscars onderscheiden films zoals Amadeus (1984).
In 2009 maakte hij zijn laatste film, A Walk Worthwhile.

## Filmografie
- 1964: Černý Petr
- 1965: Lásky jedné plavovlásky
- 1967: Hoří, má panenko
- 1971: Taking Off
- 1975: One Flew Over the Cuckoo's Nest
- 1979: Hair
- 1981: Ragtime
- 1984: Amadeus
- 1989: Valmont
- 1996: The People vs. Larry Flynt
- 1999: Man on the Moon
- 2006: Goya's Ghosts